# Rocamora
Rocamora é uma junta de governo da província de Entre Ríos, na Argentina.